# Nava de Béjar
Nava de Béjar ist ein Ort und eine westspanische Gemeinde (municipio) mit 74 Einwohnern (Stand: 2024) in der Provinz Salamanca in der Autonomen Region Kastilien-León.
Zur Gemeinde gehören neben dem Ort Nava de Béjar noch die Ortschaften Fuentefría de Nava und Las Eras de la Nava. Der Verwaltungssitz befindet sich in Nava de Béjar.
Von 1974 bis 1982 war Nava de Béjar Teil der Nachbargemeinde Guijuelo.

## Lage
Nava de Béjar liegt etwa 59 Kilometer südlich von Salamanca und etwa 200 Kilometer westlich von Madrid in einer Höhe von ca. 1055 m.
Das Klima im Winter ist kühl, im Sommer dagegen durchaus warm; die Niederschlagsmengen (838 mm) fallen – mit Ausnahme der nahezu regenlosen Sommermonate – verteilt übers ganze Jahr.

## Bevölkerungsentwicklung
| Jahr      | 1970 | 1981 | 1991 | 2001 | 2011 | 2021 |
| Einwohner | 254  | -    | 129  | 119  | 111  | 86   |

Der deutliche Bevölkerungsrückgang seit den 1950er Jahren ist im Wesentlichen auf die Mechanisierung der Landwirtschaft sowie auf die Aufgabe von bäuerlichen Kleinbetrieben und den damit einhergehenden Verlust an Arbeitsplätzen zurückzuführen (Landflucht).

## Sehenswürdigkeiten
- Dominikuskirche (Iglesia de Santo Domingo de Guzmán)